# 岩永洋
岩永 洋（いわなが ひろし、1985年-）は日本の映像作家、撮影技師。東京都出身。日本映画学校（現・日本映画大学）19期卒業。
在学中は撮影照明コース所属。現在はフリーの撮影技師として活動中。

## 監督作品
- 2005年『家族と夏を』
- 2008年『ゲンツウ』
- 2008年『ふみこ』
- 2009年『ソレダケ』
- 2011年『untitled』

## 撮影作品

### 映画
- 『実録!呪われたUFO体験　-Xファイル-』（2007年、監督：永江二朗）
- 『驚愕!リアルドラマSP　本当にあった怖い話』（2008年、監督：大道省一）
- 『驚愕!リアルドラマSP　本当にあったありえない話』（2009年、監督：大道省一）
- 『ラブドール　抱きしめたい！』(2009年、監督：村上賢司）
- 『足手』(2010年、監督：今泉力哉）
- 『TUESDAYGIRL』(2010年、監督：今泉力哉）
- 『純子はご機嫌ななめ』(2010年、監督：谷口雄一郎）
- 『終わってる』(2011年、監督：今泉力哉）
- 『善人』(2011年、監督：加藤行宏）
- 『Wild Flower』(2011年、監督：青木紀親）
- 『こっぴどい猫』(2012年、監督：今泉力哉）
- 『聴こえてる、ふりをしただけ』(2012年、監督：今泉かおり）
- 『ゆく人、くる人』(2012年、監督：天野千尋）
- 『くちばっか』(2012年、監督：今泉力哉）
- 『ハイタイム』(2012年、監督：今泉力哉）
- 『恋はパレードのように』(2012年、監督：天野千尋）
- 『アイドル・イズ・デッド』(2012年、監督：加藤行宏）
- 『ガマゴリ・ネバーアイランド』(2012年、監督：天野千尋）
- 『マカロニイースタン』(2012年、監督：吉野耕平）
- 『あなたの知らない怖い話 劇場版』(2012年、監督：川村清人）
- 『ご近所UMAモロベエ』(2012年、監督：山下敦弘）
- 『Nostalgic woods』(2012年、監督：森岡龍）
- 『家族川』(2012年、監督：中野量太）
- 『STUDENTS & TEACHERS』(2012年、監督：今泉力哉）
- 『サッドティー』（2013年、監督：今泉力哉）
- 『隕石とインポテンツ』（2013年、監督：佐々木想）
- 『アナタの白子に戻り鰹』（2013年、監督：今井真）
- 『たいむすりっぷメガネ』（2013年、監督：永江二朗）
- 『アイドル・イズ・デッド-ノンちゃんのプロパガンダ大戦争-』（2014年、監督：加藤行宏）
- 『1/11 じゅういちぶんのいち』（2014年、監督：片岡翔）
- 『鬼灯さん家のアネキ』（2014年、監督：今泉力哉）
- 『殺人ワークショップ』（2014年、監督：白石晃士）
- 『かぐらめ』（2015年、監督：奥秋泰男）
- 『女の子よ死体と踊れ』（2015年、監督：朝倉加葉子）
- 『知らない、ふたり』（2016年、監督：今泉力哉）
- 『黒い暴動♥』（2016年、監督：宇賀那健一）
- 『退屈な日々にさようならを』（2017年、監督：今泉力哉）
- 『蝶の眠り』（日本公開2018年、監督：チョン・ジェウン）
- 『愛がなんだ』（2019年、監督：今泉力哉）
- 『いちごの唄』（2019年、監督：菅原伸太郎）
- 『喝 風太郎!!』（2019年、監督：柴田啓佑）
- 『エンジェルサイン』（2020年、総監督：北条司）
- 『街の上で』（2021年、監督：今泉力哉）
- 『あの頃。』（2021年、監督：今泉力哉）
- 『サマーフィルムにのって』（2021年、監督：松本壮史）
- 『ひらいて』（2021年、監督：首藤凜）
- 『こちらあみ子』（2022年、監督：森井勇佑）
- 『ちひろさん』（2023年、監督：今泉力哉）

### テレビ
- 2012年 Asian Ace BATTLE19 『ホラームービー対決 前編 / 後編』(監督：白石晃士）- TBS
- 2012年 アーティスト・ドキュメント『SCANDAL 今を駆け抜けるガールズバンド』- NHK BSプレミアム
- ドラマ『ライオンのおやつ』（2021年、NHK BSプレミアム）
- ドラマ『アンラッキーガール！』（2021年、読売テレビ）
- ドラマ『あせとせっけん』（2022年、毎日放送）

### ミュージックビデオ
- 2010年 THE HOTELS『サウアー』
- 2011年 Merpeoples『Shaman』
- 2011年 Merpeoples『い・け・な・い ルージュマジック』
- 手嶌葵「明日への手紙」
- RADWIMPS「光」

### その他
- 2012年 SKE48  1st.Album『この日のチャイムを忘れない』 特典映像 小林絵未梨 Ver. (監督：頃安祐良）

## 受賞経歴
- 2008年『ゲンツウ』第30回ぴあフィルムフェスティバルコンペティション部門ノミネート
- 2009年『ソレダケ』第31回ぴあフィルムフェスティバルコンペティション部門ノミネート
- 2011年『untitled』第33回ぴあフィルムフェスティバルコンペティション部門ノミネート
- 2012年『ばばぁとばばぁとそのこども』伊参映画祭シナリオ大賞2011審査員奨励賞受賞